# 井浦秀知
井浦 秀知（いうら ひでのり、1969年3月11日 - ）は、日本の元俳優、元歌手。本名、井浦 秀智（読みは同じ）。現在は引退している。東京都出身。血液型はO型。

## 略歴・人物
本名の「井浦 秀智」名義で子役デビュー。『大戦隊ゴーグルファイブ』で、ゴーグルファイブをサポートする、「コンピューターボーイズ&ガールズ」のリーダー格として出演した。
その後、映画『テラ戦士ΨBOY』（1985年公開）では、菊池桃子演じる主人公の幼馴染み役を演じた。「井浦 秀知」の名義で菊池と同じバップレコードから歌手デビュー。プロモーションでは特技のヌンチャクや拳法の披露を行っていた。3枚のシングルをリリースするが大きなヒットには恵まれず、歌手活動は一年足らずで終息した。その後、俳優活動のみに力を注いだが、1992年に引退した。

## 出演

### テレビドラマ
- 仮面ライダースーパー1 第37話（1981年、毎日放送） - ジュニアライダー隊員・今川ノリオ 役
- おんな太閤記（1981年、NHK総合） - 孫七郎 役
- ポーツマスの旗（1981年、NHK総合）
- スーパー戦隊シリーズ（テレビ朝日）
  - 大戦隊ゴーグルファイブ（1982年 - 1983年） - コンピューターボーイズ&ガールズ・上田達也 役
  - 超電子バイオマン（1984年 - 1985年） - 蔭山秀一 役・プリンス 役（二役）
- 胸キュン探偵団（1983年、TBS）
- バッテンロボ丸 第13話（1983年、フジテレビ） -三角星人コサイン 役
- TVオバケてれもんじゃ 第7話（1985年、フジテレビ） - 山本 役
- 月曜ドラマランド ピンクのラブソング（1986年、フジテレビ） - 宮原ミユキ役
- 勝手にしやがれヘイ!ブラザー 第10話（1989年、日本テレビ） - 関根信二 役
- さすらい刑事旅情編II 第13話（1990年、テレビ朝日）
- 特救指令ソルブレイン（1991年 - 1992年、テレビ朝日） - 増田純 役

### 映画
- 大戦隊ゴーグルファイブ 合成怪獣モグラモズー登場（1982年、東映） - 上田達也 役
- テラ戦士ΨBOY（1985年、バップ） - モトハル 役
- いとしのエリー（1987年、東宝） - 清水文太郎 役

### ラジオ
- 井浦秀知 青春 One Way Ticket（1986年）
- 井浦秀知のアイドルパンチ（1986年）（『菊池桃子の青春トライアングル』内のコーナー）

### 舞台
- 毛皮のマリー（1983年）

### CM
- 江崎グリコ アーモンド棒e（1985年）

## 音楽

### シングル
1.風のPassword（1985年11月7日）
作詞:青木久美子／作曲・編曲:林哲司
※前述のグリコ アーモンド棒eのCMソング
オリコンシングルチャート最高23位（売上枚数：6.0万枚）
2.春のモーニング・トレイン（1986年4月9日）
作詞:青木久美子／作曲:林哲司／編曲:新川博
オリコンシングルチャート最高18位（売上枚数：3.6万枚）
3.青春のOne-way Ticket（1986年8月7日）
作詞:売野雅勇／作曲:林哲司／編曲:新川博
オリコンシングルチャート最高63位（売上枚数：0.5万枚）